# Mehdí Benábíd
Mehdí Benábíd (Rabat, 1998. január 24. –) marokkói korosztályos válogatott labdarúgó, a FUS Rabat kapusa.

## Pályafutása

### Klubcsapatokban
Benábíd a marokkói Rabat városában született. Az ifjúsági pályafutását a helyi FUS Rabat akadémiájánál kezdte.
2017-ben mutatkozott be a FUS Rabat első osztályban szereplő felnőtt keretében. A 2017–18-as szezonban az Ittíhád Hemíszet csapatát erősítette kölcsönben.

### A válogatottban
Benábíd az U20-as és az U23-as korosztályú válogatottakban is képviselte Marokkót.
Először a 2023. március 25-ei és 28-ai, Brazília és Peru elleni barátságos mérkőzésekre kapott behívót a felnőtt válogatottba.

## Statisztikák
2023. május 29. szerint
| Klub      | Szezon   | Osztály    | Bajnokság | Bajnokság | Kupa  | Kupa | Nemzetközi | Nemzetközi | Összesen | Összesen |
| Klub      | Szezon   | Osztály    | Meccs     | Gól       | Meccs | Gól  | Meccs      | Gól        | Meccs    | Gól      |
| --------- | -------- | ---------- | --------- | --------- | ----- | ---- | ---------- | ---------- | -------- | -------- |
| FUS Rabat | 2019–20  | Botola Pro | 9         | 0         | 0     | 0    | —          | —          | 9        | 0        |
| FUS Rabat | 2020–21  | Botola Pro | 19        | 0         | 0     | 0    | —          | —          | 19       | 0        |
| FUS Rabat | 2021–22  | Botola Pro | 23        | 0         | 0     | 0    | —          | —          | 23       | 0        |
| FUS Rabat | 2022–23  | Botola Pro | 26        | 0         | 0     | 0    | —          | —          | 26       | 0        |
| Összesen  | Összesen | Összesen   | 77        | 0         | 0     | 0    | 0          | 0          | 77       | 0        |